# 主君押込
主君押込（しゅくんおしこめ）は、鎌倉時代から武家社会に見られた慣行で、特に江戸時代の幕藩体制において、行跡が悪いとされる藩主を、家老らの合議による決定により、強制的に監禁（押込）する行為を指す。日本におけるクーデターの類型である。歴史家の笠谷和比古によってその成立と構造が明らかにされた。単に押込とも呼ばれる。

## 前史
摂関政治の成立期には、藤原基経により陽成天皇が廃された例があり、その後の藤原北家支配のもとでこの例は肯定的に評価されていた。また、鎌倉幕府の摂家将軍と親王将軍は、幕府滅亡時の守邦親王を除いて全員が得宗により追放されている。
また、南北朝時代に入ると、将軍の屋敷を家臣が兵で包囲し、将軍側近の排除などの要求を突きつける御所巻が行われるようになる。御所巻の一種とみなされることもある、細川政元による将軍足利義材の廃立（明応の政変）は将軍家に対する主君押込として理解することが可能である。また、当時は守護代により主君である守護大名の廃立がたびたび行われた。戦国大名による領国支配の形態の研究が進むにつれ、その支配体制が決して専制的なものでなく、家臣団の衆議・意向を汲み取っていたものであるとの見方が多くなってきている。たとえば北近江の浅井久政は家臣団によって隠居させられ嫡子の賢政（のちの浅井長政）が家督を継承している。甲斐国の武田信虎は甲斐国を追放されて嫡子の晴信（のちの武田信玄）が家督を継承している。
しかし、先に列挙した例のように、廃立された主君の代わりとして擁立されたのは、多くは主君の一族であり、廃立した家臣が主君の座を奪った例は少ない。上述の細川氏も、将軍位を自らのものにした訳ではなく、足利氏の中から新たな将軍を擁立している。家臣団の有力者が衆議に基づいて新たな主君となることもあったが、多くは主君の一族であった。これらの現象は従来は「下克上」の一言で片づけられてきた嫌いがあるが、言葉通りに下位者が上位者を倒すものでなく、身分秩序の上下関係は維持されている。個人としての主君は家臣に対する絶対的な存在ではなかったが、「主君の家」は「家臣の家」に対して絶対的な存在だったのである。この観点から近年、下克上をこの慣行による現象とする理解が広まってきている。
このように、江戸時代以前は後世ほど日本的儒教解釈の影響が強くなかったため、主君は家臣にとって必ずしも絶対的な存在ではなかった。主君と家臣団は相互に依存・協力しあう運命共同体であった。譜第の家臣は主君と一体のものであったが、外様の場合は主君から離れる自由があった。そのため離合集散も多く、固定化した関係ではなかった。よって、家臣団の意向を無視する主君は、しばしば家臣団の衆議によって廃立された。

## 江戸時代
主君に対する忠誠を絶対とする封建制度が徐々に確立した江戸時代においては、少なくとも徳川将軍家では見られなくなったものの、非常の措置として行跡の悪い藩主を強制的に監禁する行為は慣行として残った。これはお家の存続を大事とするゆえに行われた行為でもある。もし暴政により被害が深刻化した場合、あるいは藩主の不行跡が幕府に発覚した場合はお家騒動扱いになり、領地を治める能力が無いとして転封や減封、最悪の場合は改易という処分を受けかねないためである。
手順はおおむね決まっていた。藩主の行跡が悪い場合、家老らによって行いを改めるよう、諫言が行われる。このような諫言は、場合によっては藩主の怒りを買い、手討ちにされかねない危険な行為であったが、家臣としての義務であった。諫言が何度か行われ、それでも藩主の行いが改まらない場合、家老ら重臣が集まって協議が行われる。そこで押込もやむを得ずとの結論に至った場合、実行される。
あらかじめ目付クラス以上のある程度の身分ある者で、腕の立つ者、腕力強健な者を側に控えさせておき、家老一同が藩主の前に並び「お身持ち良ろしからず、暫くお慎みあるべし」と藩主に告げ、家臣が藩主の刀を取り上げ、座敷牢のような所へ強制的に監禁してしまう。藩主は数ヶ月にわたり監禁され、その間に家老ら重臣と面談を繰り返す。家老ら重臣により、藩主が十分に改心して今後の行いも改まるであろうと判断された場合、藩主は「誓約書」を書いて元の地位に復帰する。「誓約書」には、行いを改めること、善政を施すこと、押込を行った家臣らに報復を行わないこと等が明記される。
監禁の後も藩主に改悛の情が見えず、あるいは偽りの様子としか受け取られない場合、再び悪行や暴政を行う可能性が高いと判断された場合は、藩主は強制的に隠居させられ、藩主隠居の旨を幕府に届け出て、嫡子や兄弟などの妥当な人物が藩主となる。この際に家臣の間で仲間割れが起こることを防ぐため隠居先で粛清されることも珍しくなかった。
1660年（万治3年）の伊達綱宗の押込は、幕府の承認と監督のもとで行われた。これは公儀公認の主君押込の嚆矢となる。一方で、幕府の内諾を得ない押込が発覚した際は処分されることもあった。
また、必ずしも押込派に理があるケースだけではなく、単なる権力争いであった場合もある。あるいは水野忠辰や大関増業など、改革をなそうとする藩主が、既得権を維持せんとする重臣から「悪政」を咎められ、押込められる例も少なくなかった。一般に名君と評価される上杉鷹山も、一時は改革に反対する老臣から押込を受ける寸前まで追い込まれた（七家騒動）。

## 関連書籍
- 笠谷和比古『主君「押込」の構造―近世大名と家臣団』（平凡社選書・1988年、講談社学術文庫・2006年 ISBN 978-4061597853）
- 篠田鉱造「出羽の道楽隠居」『増補 幕末百話』〈岩波文庫〉1996年。ISBN 978-4-003-34691-4。